# Dicranomyia agape
Dicranomyia agape là một loài ruồi trong họ Limoniidae. Chúng phân bố ở miền Australasia.